# 시몬 볼리바르
시몬 호세 안토니오 데라산티시마 트리니다드 볼리바르 팔라시오스 블란코(스페인어: Simón José Antonio de la Santísima Trinidad Bolívar Palacios Blanco, 1783년 7월 24일~1830년 12월 17일)는 베네수엘라 출신의 독립운동가이자 군인, 그란콜롬비아의 초대 대통령이다. 산 마르틴과 함께 라틴 아메리카의 해방자(리베르타도레스, Libertadores)이자 국부로 추앙받고 있다.
무장투쟁을 통하여 식민지였던 파나마, 에콰도르, 콜롬비아, 베네수엘라, 페루, 볼리비아를 스페인으로부터 독립시킨 라틴 아메리카 독립사의 대표적인 인물이자 상징적인 인물이다. 중남미 역사의 근현대사를 논함에 있어서 볼리바르를 빼놓고 이야기 할 수 없다는 평가가 있다. 볼리비아는 볼리바르의 업적을 기리기 위해서 국가명을 그의 이름에서 따왔고 그의 초상화는 화폐속에 등장하며 다수의 국가에서 국제공항, 대학등에 그의 이름을 사용하고 있다.
오랜 식민지배로 인해 정치적으로 미성숙한 남아메리카에는 엘리트 주의 통치방식이 필요하다는 입장을 표방하였기 때문에 독재자라는 평가가 있기는 했지만, 사익을 위해 권력을 남용하지 않았으며 독재와 군국주의를 싫어했고 권력형 비리를 통한 축재나 부정부패를 멀리하였다. 스페인으로부터 독립한 후 미국을 모델로한 남아메리카의 통일국가 건설을 추진했으나 뜻을 이루지는 못한채 정계은퇴후 말년을 조용히 보냈다.

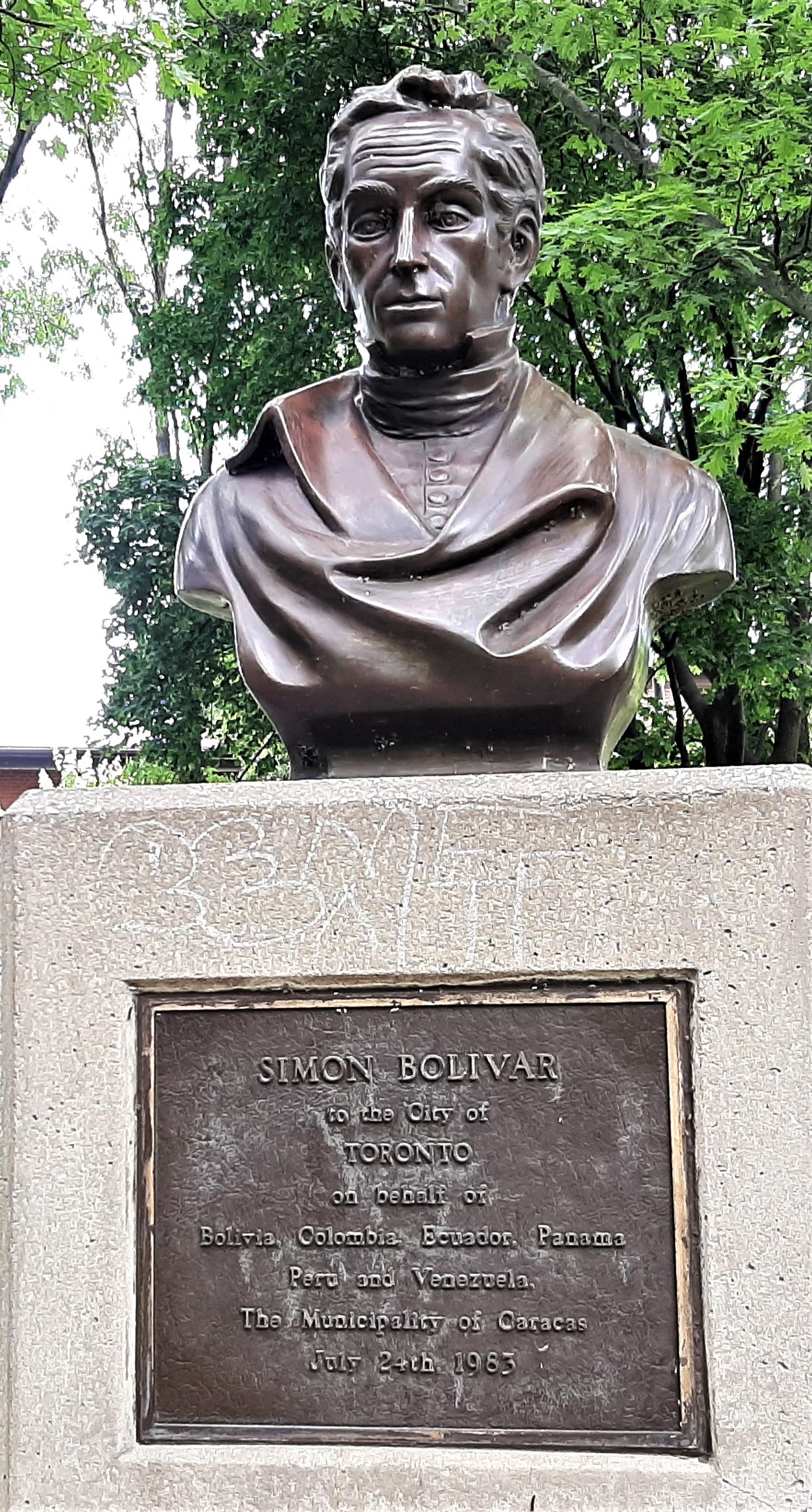
시몬 볼리바르, 토론토, 캐나다

## 어린 시절

### 성장기
시몬 볼리바르는 1783년에 스페인령 베네수엘라의 수도인 카라카스에서 후안 비센테 볼리바르(Juan Vicente de Bolívar y Ponte)와 마리아 콘셉시온(Maria de la Concepción de Palacios y Blanco) 사이에서 2남 2녀 중 막내로 출생하였다. 그의 집안은 바스크 태생의 에스파냐 출신 가문으로, 5대조 할아버지 돈 시몬은 베네수엘라 총독의 비서로 근무하였다. 그래서 그의 아버지는 자신의 둘째 아들에게 시몬 볼리바르라는 이름을 붙여주었고 로마 가톨릭 사제에게 유아세례를 받도록 했다.
어머니는 건강이 좋지 않은데다가, 남편이 사망한 뒤 건강이 더 악화되어 아이들을 돌보지 못했다. 그래서 시몬은 흑인 여종인 이폴리타의 보살핌을 받으면서 살아야 했는데, 이러한 성장환경은 볼리바르로 하여금 노예제도에 대해서 비판적인 사고를 갖게 하였다. 1792년 어머니가 사망한 뒤, 고아가 된 이들 남매는 넉넉한 유산을 물려받았지만 친척들의 보살핌을 받아야 했다. 당시 볼리바르는 외할아버지댁에서 살다가 외삼촌 카를로스 팔라시오스의 집에서 살았지만, 부모의 보살핌을 받지 못하는 환경과 엄격한 성격의 외삼촌과의 갈등은 볼리바르의 정서를 불안하게 하여 반항아가 되게 하였다.

### 교육
열두살때 외삼촌 집에서 나온 후, 결혼한 큰 누나 마리아 안토니아와 같이 살면서 시몬 볼리바르가 살던 시대에는 진보적 가치였던 정치적 자유주의의 신봉자인 시몬 로드리게스(Simón Rodríguez, 1769년~1854년)의 지도를 받았다. 당시 로드리게스는 장 자크 루소와 몽테스키외의 사상을 심어주면서 볼리바르에게 자유주의 사상을 심어주었다. 당시 남아메리카에서는 남아메리카 식민지에서 태어난 백인들인 크리오요(Criollo)들을 비롯한 여러 인종들이 에스파냐의 식민통치에 대해서 불만을 품고 있었다.
특히 크리오요들은 농장을 경영할 정도로 뛰어난 경제력과 높은 교육수준을 갖고 있는 데도 차별을 받는 것에 대해서 불만을 갖고 있었다. 그중에서도 젊은 크리오요들은 자유주의와 프랑스 대혁명의 영향으로 자신들을 차별하는 에스파냐에서 해방되어야 한다는 열정적인 투쟁의식을 갖고 있었다. 로드리게스도 그중 하나였기 때문에, 볼리바르도 자연스럽게 많은 학식과 자유주의 사상을 갖게 되었다.
하지만 로드리게스가 투쟁에 가담했다가 적발되어 유럽으로 망명하면서, 누나 내외의 소개로 인문학자이자 교육가인 안드레스 베요(스페인어: Andrés Bello, 1781년~1865년)의 지도를 받게 된다. 교육, 문학, 법학에 해박한 지식이 있던 베요는 볼리바르에게 에스파냐어와 웅변술을 가르쳤으며, 볼리바르이 14세가 되자 사관학교에 입학하게 하였다. 후에 그는 칠레에 국립대학교를 설립하여 남아메리카 교육사업 발전에 공헌하였다.

### 유럽생활
1년 뒤인 1798년에 준위가 된 볼리바르는 이듬해인 1799년부터 1802년까지 멕시코와 유럽을 여행하였다. 멕시코 여행은 같은 크리오요들과의 만남을 통해 독립에 대한 열망을 갖게 하였으며, 유럽(에스파냐와 프랑스)여행은 남아메리카에서만 살던 청년 볼리바르에게 교양과 자유주의 사상을 심어주었다. 특히 에스파냐의 지식인 우스타리스 후작과의 만남은 그 자신이 "우스타리스는 나의 지식의 후견인차이다."라고 말할 정도로 볼리바르을 풍부한 학식을 가진 지식인으로 성장시켰다.
마드리드에서 살던 외삼촌 페드로의 딸 마리아 테레사(María Teresa Rodríguez del Toro y Alaysa)와 1802년 결혼하여 잠시 고향에서 살았으나 1803년 아내가 황열병으로 죽은 후 다시 유럽으로 건너갔다. 유럽에서 사는 동안 볼리바르는 나폴레옹이 1804년에 황제로 즉위하는 것을 보면서 절대권력에 대한 멸시의 감정을 갖게 되었으며, 프랑스에서 망명 생활하던 로드리게스의 영향으로 1807년 고향으로 돌아가 남아메리카 독립운동에 가담하기 시작한다. 고향으로 돌아가기전 볼리바르는 미국에 들르는데, 짧은 기간 미국에서 생활하며 그는 남아메리카가 독립할 경우 미국처럼 합중국으로 만들겠다는 구상을 하였다.

## 독립운동
고향에 돌아온 볼리바르는 1809년 안드레스 베요, 런던 빈민가에서 빈한한 삶을 살던 독립운동가 프란시스코 데 미란다(1750년~1816년)가 합류한 독립운동을 이끌어 1811년 베네수엘라를 베네수엘라 공화국이라는 국체를 가진 국가로 해방시킨다. 하지만, 독립운동은 독립에 반대하여 반란을 일으킨 왕당파의 카라카스 점령으로 실패하였고, 볼리바르는 검거를 피해 네덜란드령 퀴라소에서 망명 생활을 해야 했다. 당시 망명에 필요한 서류와 여권은 볼리바르의 도움을 받은 적이 있는 에스파냐 사람 이투르베가 마련해주었다.
하지만 에스파냐의 손길이 미치자 콜롬비아의 항구도시 카르타헤나로 피신하는데, 이때 카르타헤나 선언으로 베네수엘라와 콜롬비아의 독립을 선언하였으며, 베네수엘라에 군대를 이끌고 들어가 독립전쟁을 지도하였다. 당시 시몬 볼리바르의 군대에는 에스파냐의 학정에 반감을 갖고 있던 청년들이 많았기 때문에 전쟁은 연전연승하였고, 결국 1814년 8월 4일 카라카스에 입성하였다. 당시 베네수엘라 공화국에서 볼리바르에게 해방자라는 이름을 줄 정도로 그는 큰 영광과 존경을 받았다. 하지만 영광도 잠시, 에스파냐군은 카라카스를 다시 침공하는데 볼리바르의 부대는 전쟁에서 계속 지게 된다. 당시 복수심에 불탄 볼리바르는 포로들을 모두 총살하였다고 한다.

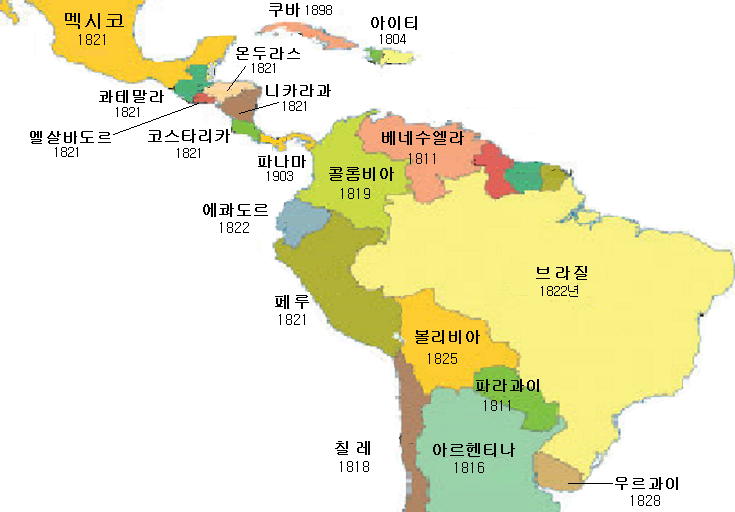
라틴 아메리카 독립 연도

독립의회에서는 사병들이 경험이 부족한 신병들이었고 무기도 열악했다고 판단하여 그에게 책임을 묻지 않았으나, 결국 전쟁에 패하여 아이티 공화국으로 망명하여야했다. 당시 아이티 대통령 알렉산드르 페숑(프랑스어: Alexandre Sabès Pétion, 1770년~1848년)은 남아메리카 독립시 흑인 노예를 해방시킨다는 조건으로 4개 대대 약 1200명의 군대를 지원했으나, 훈련을 받지 못한 오합지졸 부대로는 잘 훈련된 사병과 최신형 대포를 가진 에스파냐군을 이길 수는 없는 일이었다. 1816년, 1817년 전쟁에서도 패배한 볼리바르는 대평원지대의 군벌인 호세 안토니오 파에스(Jose Antonio Paez)의 지원을 받아 게릴라 전술로 에스파냐군과 전쟁을 벌여 1818년 2월 12일 승리하였다. 하지만 에스파냐군의 재공격으로 그해 3월 26일 볼리바르는 베네수엘라에서의 전쟁을 당분간 포기해야했다.
1819년 볼리바르는 2,500명의 군인들을 이끌고 5일간의 피스바산 산행을 거쳐 콜롬비아로 건너간다. 콜롬비아에 도착한 볼리바르의 부대는 5,000여 명의 영국군과 아일랜드군의 병력 지원과 주민들의 환영을 받으며 1819년 8월 7일 콜롬비아를 해방시켰다. 그해 종신 대통령으로 선출되었으며 12월 17일에 군사 지도자들과 의원들이 참석한 회의에서 그란콜롬비아가 승인되었다. 그란콜롬비아는 미국을 모델로 삼은 연방 공화국으로 지난 1807년 이래 볼리바르가 구상하고 있던 국가체제였다.
에스파냐군과 휴전을 협정한 뒤, 군인들을 훈련시켜 자신의 부대를 정예화했다. 1821년 11월 16일 카라보보에서의 승리를 계기로 볼리바르는 파에스와 함께 그해 11월 21일 카라카스에 재입성하였으며, 아르헨티나의 독립운동지도자 호세 데 산 마르틴(1777년~1850년)의 아르헨티나, 칠레, 페루 해방에 자극받아 에콰도르를 해방시켰다.

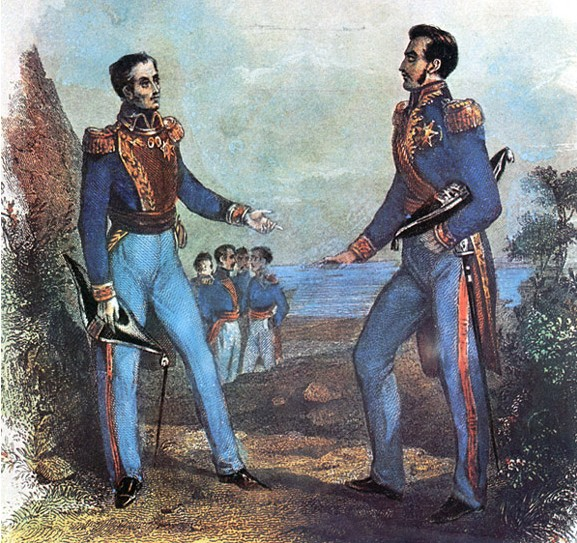
과야킬 회담 (1822년)

1822년 7월 26일, 볼리바르는 산 마르틴과 에콰도르의 과야킬에서 만나 남미지역 독립문제에 대해 비밀회담을 했다. 볼리바르는 미국을 모델로한 강력한 중앙정부와 대통령 중심제의 연방국으로 전체 남미지역의 통합을 주장했다. 그러나 현실주의자였던 산 마르틴은 볼리바르의 제안은 남미지역의 정치상황과 맞지 않다는 이유를 들어 입헌군주제를 피력했다. 이것 외에는 비밀 회담 내용에 대해 현재까지 알려진 바가 없다. 1824년, 산 마르틴이 일선에서 물러난후 유럽으로 망명하자 볼리바르는 해방군을 파병하여 페루의 왕당파를 공격했다. 1824년 12월 9일 스페인 부왕(호세 드 라 셀 나) 이끄는 왕당파 군을 상대로 한 아야쿠쵸 전투(Battle of Ayacucho)에서 수크레가 이끄는 해방군이 승리하며 페루가 독립하였다. 1825년 볼리바르는 페루의 대통령으로 선출되었다.
1825년 8월 6일, 볼리바르와 협력한 수크레 원수가 안드레스 데 산타크루스와 함께 알토 페루지역을 스페인으로부터 해방시켰다. 알토 페루의 지배층은 그동안 동일한 행정 단위를 구성하고 있던 페루와 아르헨티나와의 연합을 원하지 않았기 때문에 추키사카에서 알토 페루의 독립이 선언되었다. 1825년 8월 26일, 시몬 볼리바르의 업적을 기리기 위해서 알토 페루의 국가명을 볼리비아로 정했다.

## 말년과 사망
1826년 파나마에서 개최된 연맹회의에서 볼리바르는 연방제 형식을 갇춘 남미대륙의 통일국가 건설을 호소했다. 남미가 분열될 경우에 미국등에 의해 경제적으로나 정치적으로 종속될 위험성이 크다는 것이 그의 판단이었다. 미국은 '먼로 독트린'(1823년)을 통해 유럽의 간섭을 차단하고 중남미 대륙의 패권을 거머쥐겠다는 의지를 표방한바가 있다. 신생 독립국인 남미 국가들로서는 매우 경계해야할 점이었다. 이런 점들이 수용되며 조약이 체결되고 긍정적인 결과가 도출되는듯 했으나 곧 그의 구상은 무산되었다.
거대한 대륙의 특성상 각 지역간 소통의 문제, 정치적 이해관계 충돌, 지역 군벌들의 욕심, 미국과 영국의 남미대륙 분열정책등이 발목을 붙잡고 있었다. 볼리바르는 "우리는 혁명을 위해서 몸 바치는 동안 배울 시간이 없었다" 고 하며 절규하였고, 남미 대륙의 미래에 대해서 '유혈충돌과 무질서' 가 난무할 것이라고 예견했다. 불행히도 그의 예상은 적중하여 남미 정국은 혼란속에 빠져들어갔다. 볼리바르는 오랜 독립투쟁에 지쳐 있었고 건강도 나빠져가던중 그에 대한 암살 미수 사건이 벌어졌다. 정적들과 볼리바르의 흑인 노예 해방 정책에 반감을 가진 지주들의 반발의 결과물이었다. 그러나 볼리바르는 사건 주모자에 대해 국외추방 및 관련자 석방이라는 비교적 관대한 처벌을 내렸다.
1829년과 1830년 베네수엘라 및 에콰도르가 각각 분리독립하면서 그가 만든 그란콜롬비아도 와해되어가자 1830년 4월 27일 종신 대통령직과 후계자 지명권을 그란콜롬비아 의회에 반납했으며 거액의 연금 지불 제안도 거절하였다. 볼리바르가 1830년 5월 8일, 그란콜롬비아 대통령직에서 물러나는 의미로 콜롬비아 보고타를 떠날 때 사람들은 발코니에서 그의 머리에 오물을 쏟아 부었다. 보고타를 떠난 이후 그는 호아킨 미에르가 제공한 별장에서 조용히 지냈다.
볼리바르는 지병인 폐결핵을 앓고 있었는데 동료 수크레가 6월 4일에 암살 당하자 이로 인한 상심으로 건강이 더욱 악화되었다. 1830년 12월 17일, 요양을 하던 산 페드로 알레한드리노 농장에서 로마 가톨릭 사제의 병자성사를 받은 뒤, 47세의 나이로 사망하였다. 볼리바르가 사망한 후 2년 뒤에 유명무실한 그란콜롬비아는 공식적으로 해체되고 말았다.

## 역대 선거 결과
| 선거명      | 직책명                | 대수 | 정당   | 득표율 | 득표수 | 결과 | 당락                     |
| ----------- | --------------------- | ---- | ------ | ------ | ------ | ---- | ------------------------ |
| 1825년 선거 | 그란콜롬비아의 대통령 | 1대  | 무소속 | 95.72% | 582표  | 1위  | 그란콜롬비아 대통령 당선 |

## 같이 보기
- 리베르타도레스
- 투생 루베르튀르

## 참고 문헌
- 웅진위인전기 세계편《시몬 볼리바르》편(웅진출판주식회사)